# Gynoplistia moanae
Gynoplistia moanae là một loài ruồi trong họ Limoniidae. Chúng phân bố ở miền Australasia.